# Gösta Ekman
Gösta Ekman (28 de Dezembro de 1890 – 12 de  Janeiro de 1938), foi um ator sueco que atuou em mais de 30 filmes. Gösta Ekman é o pai Hasse Ekman e avô de Gösta Ekman jr..

## Filmografia
- 1937 - Häxnatten
- 1936 - Intermezzo
- 1936 - Kungen kommer
- 1935 - Swedenhielms
- 1933 - Kanske en diktare
- 1933 - Kära släkten
- 1933 - Två man om en änka
- 1930 - Mach' mir die Welt zum Paradies
- 1930 - För hennes skull
- 1928 - Gustaf Wasa
- 1928 - Revolutionschochzeit
- 1927 - En perfekt gentleman
- 1926 - Klovnen
- 1926 - Faust
- 1925 - Karl XII
- 1922 - Vem dömer
- 1920 - Gyurkovicsarna
- 1918 - Mästerkatten i stövlar